# Xã Elm Grove, Quận Labette, Kansas
Xã Elm Grove (tiếng Anh: Elm Grove Township) là một xã thuộc quận Labette, tiểu bang Kansas, Hoa Kỳ. Năm 2010, dân số của xã này là 823 người.